# Famiglia Bava Gagliardi
La famiglia Bava Gagliardi è un’antica famiglia di origine francese di cui abbiamo notizia a Cava dei Tirreni già intorno all’XI secolo, durante il regno di Gisulfo II Principe di Salerno, la famiglia emigrò in Provenza per poi ritornare in Italia sotto il re Carlo I d'Angiò. Nel secolo XIII fu sua feudataria con numerosi possedimenti nel marchesato di Tertiveri, nel ducato di Montecalvo, nel Cilento, a Lucera, Casalicchio, Camella, Napoli (Seggio Capuana), Tropea (Seggio Porto Ercole), Cava, Monteleone e altri capoluoghi; altri possedimenti sono attestati in Basilicata e in Provenza. Una successione non interrotta di numerosi personaggi illustri, vanta questa famiglia, con alte cariche nelle armi, nelle lettere, nella magistratura, nelle dignità ecclesiastiche. Il ramo rimasto in Provenza annovera il cavaliere Michelle Gaillard Generale delle Finanze e delle galeazze di Francia sotto Luigi XI 1470, il Duca d'Orleans gli conferì l'ordine cavalleresco del Porco-Spino, suo figlio Michelle Gaillard II fu Panettiere e cavaliere del re Francesco I sposò il 10 Febbraio 1512 nel castello d'Amboise la Sovrana d'Angoulème di Valois figliuola naturale di Carlo Duca d'Orleans e d'Angoulème, Francesco I figlio dello stesso Duca d'Orleans Carlo, la legittimò in Dijon nel 1521. I Gagliardi ebbero due Castaldi nel Pubblico Erario, Prefetti dell'Annona, Capitani, Ammiragli, un Contestabile, Giudici della R. Casa, un Siniscalco, un Giustiziere, Vescovi, un Maestro razionale della R. Corte, quattro Castellani, dodici Consiglieri e Famigliari Regi, con Giovanni Consigliere e Familiare di Re Carlo I d'Angiò Maestro razionale della Regia Corte, con Baldoino Paggio di Re Carlo I d'Angiò, con Rinaldo Prefetto dell'Annona e Familiare di Re Carlo I d'Angiò, con Guglielmo Familiare di Re Carlo II d'Angiò, con Lorenzo Familiare di Re Roberto e poi della Regina Giovanna I, con Cristofaro, Roberto, Riccardo, Lorenzo II, Nicolò, Luigi, Familiari di Re Ladislao e della Regina Giovanna II, con Giovanni Familiare di Re Alfonso I d'Aragona, fu egli Castellano di Lucera e Castellano e Governatore di Castellammare di Stabia per Re Ferdinando I, Mattia anche lui Governatore dell'Arrendamento Fiscale 1696 gli fù concesso di poter usare nel proprio Stemma gentilizio nobiliare i Pali di Aragona, essendo anche lui Familiare dei Reali Aragonesi. Riconosciuta dal Sacro regio Consiglio con decreto del 27 Luglio 1618 e dalla commissione dei titoli di nobiltà dell'ex reame delle due sicilie con deliberazioni del 1843 e 1853.

## Ramo Tropea
Stando agli elenchi delle Famiglie Patrizie formatisi per gli anni 1567 e 1624, il ramo nobiliare di Tropea era iscritto al sedile di Porto Ercole sin dal 1500, ricevuta nel Sovrano Ordine Gerosolomitano la prima volta nel 1475 né onorata con Cavalieri di giustizia. Tra gli atti degli onorati di Tropea del 1723 si legge che il capostipite fu Polidoro Gagliardo barone di Balicella nel 1489, che era anche Percettore regio Tesoriere nella Provincia di Calabria e governatore di Castellabate ed Agropoli (1494) e consigliere del Re di Napoli Federico d'Aragona.

### Alti componenti del ramo
| Nome                                                    | Ruolo Sociale                                               | AVVENIMENTO BIOGRAFICO PARTICOLARE                                                    | LEGAMI E RAPPORTI DI PARENTELA  |
| ------------------------------------------------------- | ----------------------------------------------------------- | ------------------------------------------------------------------------------------- | ------------------------------- |
| Francesco (1533)                                        | Capitano e governatore                                      |                                                                                       | Laura Toraldo di Alfonso Moglie |
| Antonio (+1814)                                         | Generale e Retro Ammiraglio Marina Napoletana               | Primo Governatore Congregazione S. Giacomo dei Spagnoli 1805                          |                                 |
| Onofrio (1704)                                          |                                                             | Iscrizione al patriziato di Tropea                                                    |                                 |
| Placido Patrizio di Tropea e barone di Balicella (1787) | Aiutante maggiore dell’esercito napoletano                  | Riconobbe suo figlio legittimo con un atto legale solo in punto di morte.             | Maria Amalia Rubini Moglie      |
| Luigi Bava Gagliardi                                    | Ingegnere                                                   | Riconosciuto come legittimo da suo padre solo quando questi era in procinto di morire | Figlio di Placido               |
| Giuseppina                                              |                                                             |                                                                                       | Figlia di Placido               |
| Teresa                                                  |                                                             |                                                                                       | Figlia di Placido               |
| Carmelo                                                 |                                                             |                                                                                       | Figlio di Placido               |
| Mariarosa                                               |                                                             |                                                                                       | Figlia di Placido               |
| Elia (1831)                                             | Magistrato professore universitario procedura civile Napoli |                                                                                       | Figlio di Placido               |
| Alfonso Maria                                           | Testo della cella                                           |                                                                                       | Figlio di Elia                  |
| Adelina                                                 | Testo della cella                                           |                                                                                       | Figlia di Elia                  |
| Placido                                                 | Testo della cella                                           |                                                                                       | Figlio di Elia                  |

### Legami con il marchesato di Tertiveri e con Totò
Il ramo Tropea ha una cuginanza con il marchesato Gagliardi di Tertiveri.
La famiglia Gagliardi di Tertiveri ha legami con S.A.I. Don Antonio Griffo Focas Flavio Angelo Ducas Comneno De Curtis Gagliardi di Bisanzio, in arte Totò.
Totò era infatti figlio adottivo del marchese Gagliardi Focas Francesco Maria di Tertiveri, figlio di Carlo Elia e cugino del Dott. Maurizio Bava Gagliardi dei Patrizi di Tropea e dei baroni di Balicella, medico chirurgo odontostomatologo e attuale discendente e rappresentante legittimo familiare.

### Ramo di Camella
In linea di continuità di stirpe e lignaggio del ramo feudale baronale di Camella, tra i due maggiori Don Giacinto Gagliardi di Francesco barone di Camella e il Cav. Don Placido Gagliardi di Elia ramo di Tropea, fu stipulato un istrumento di concordato famigliare attraverso il Notaio Filippo d'Orsi di Cava il giorno 20 Novembre 1859 (Archivio di Stato Salerno).